# Scorpiodinipora costulata
Scorpiodinipora costulata is een mosdiertjessoort uit de familie van de Hippoporidridae. De wetenschappelijke naam van de soort is, als Schizoporella costulata, voor het eerst geldig gepubliceerd in 1929 door Ferdinand Canu en Ray Smith Bassler.